# Ficus chlamydocarpa
Espèce
Synonymes
- Ficus clarencensis Mildbr. & Hutch.[1]

Ficus chlamydocarpa (localement nommé figo obata) est une espèce d'arbres du genre Ficus de la famille des Moracées.

## Liste des sous-espèces
Selon Catalogue of Life (23 février 2019) :
- sous-espèce Ficus chlamydocarpa subsp. chlamydocarpa
- sous-espèce Ficus chlamydocarpa subsp. fernandesiana
- sous-espèce Ficus chlamydocarpa subsp. latifolia

Selon The Plant List (23 février 2019) :
- sous-espèce Ficus chlamydocarpa subsp. fernandesiana (Hutch.) C.C.Berg
- sous-espèce Ficus chlamydocarpa subsp. latifolia (Hutch.) C.C.Berg

Selon Tropicos (23 février 2019) (Attention liste brute contenant possiblement des synonymes) :
- sous-espèce Ficus chlamydocarpa subsp. fernandesiana (Hutch.) C.C. Berg
- sous-espèce Ficus chlamydocarpa subsp. latifolia (Hutch.) C.C. Berg